# Proviseux-et-Plesnoy
Proviseux-et-Plesnoy – miejscowość i gmina we Francji, w regionie Hauts-de-France, w departamencie Aisne.
Według danych na styczeń 2014 roku gminę zamieszkiwało 121 osób, a gęstość zaludnienia wynosiła 10,1 osób/km².